# Саминец
Саминец — деревня в Удомельском городском округе Тверской области.

## География
Деревня находится в северной части Тверской области на расстоянии приблизительно 4 км на восток по прямой от железнодорожного вокзала города Удомля на берегу одноименного озера.

## История
Известна с 1478 года. В 1819 году по завещанию графа Михаила Васильевича Храповицкого его крепостные с землей были освобождены от «крепости» и переведены в свободные хлебопашцы. Дворов (хозяйств) было 45 (1859), 48 (1886), 59 (1911), 67 (1958), 26 (1986), 12 (2000). В советский период истории работали колхозы «Трудовик», им. К.Маркса и совхоз «Труд». С началом строительства КАЭС северная часть деревни попала в 3-километровую зону, где проживание населения не разрешается по санитарным нормам, и местное население было переселено в деревню Ряд.
До 2015 года входила в состав Рядского сельского поселения до упразднения последнего. С 2015 года в составе Удомельского городского округа.

## Население
Численность населения: 313 человек (1859 год), 277 (1886), 301 (1911), 204 (1958), 39 (1986), 36 (русские 94 %) в 2002 году, 36 в 2010.